# Re:Pray
「Re:Pray」（リプレイ）は、KANA-BOONの楽曲。2021年10月27日にKi/oon Musicからメジャー16枚目のシングルとして発売された。

## 概要
- 前作『HOPE』から約2か月振りのリリース[注 2]。
- 2022年4月1日にベースの遠藤昌巳が新メンバーとして加入した[3]為、本作が3人体制最後のシングルとなった。
- CDは初回生産限定盤、通常盤の2形態で発売。
- 表題曲「Re:Pray」は、“祈り（Pray）”をテーマに希望に向かってつないでいく日々を歌った楽曲となっている[2]。
  - 同曲は、体調不良によりアーティスト活動を休止していた[4][5]ボーカルの谷口鮪の復帰を祈って待っていてくれたファンへのアンサーソングにもなっている[2]。
  - 自身が2021年10月30日 - 2022年1月21日まで開催予定の全国ワンマンツアー『KANA-BOON Re:PLAY TOUR 2021-2022』[6]とリンクするタイトルとなっている[2]。
- 初回生産限定盤の特典DVDには、2021年4月18日に東京・Zepp Tokyoで開催された、谷口の復帰公演『KANA-BOON ONE-MAN LIVE “Re:PLAY”Live at Zepp Tokyo 2021.4.18』[5][7]の模様が約53分のボリュームでMCを含め全編収録[2]。

## 収録曲

### CD
- 全作詞・作曲：谷口鮪　編曲：KANA-BOON

1. Re:Pray - [4:35]
  - 2021年10月29日にMVが公開された。
2. 右脳左脳 - [3:38]
3. LIFE - [3:25]

### 特典DVD（初回生産限定盤）
| #   | タイトル             | 作詞 | 作曲・編曲 |
| --- | -------------------- | ---- | ---------- |
| 1.  | 「- Introduction -」 |      |            |
| 2.  | 「シルエット」       |      |            |
| 3.  | 「Torch of Liberty」 |      |            |
| 4.  | 「MUSiC」            |      |            |
| 5.  | 「ネリネ」           |      |            |
| 6.  | 「街色」             |      |            |
| 7.  | 「ダイバー」         |      |            |
| 8.  | 「パレード」         |      |            |
| 9.  | 「スターマーカー」   |      |            |
| 10. | 「まっさら」         |      |            |